# مايك أيرز
مايك أيرز (بالإنجليزية: Mike Ayers)‏ هو مدير فني أمريكي، ولد في 26 مايو 1948 في جورجتاون في الولايات المتحدة.